# Jacqueline Pagnol
Pour les articles homonymes, voir Jacqueline Bouvier et Bouvier.
Jacqueline Pagnol, née Jacqueline Bouvier le 6 octobre 1920 à Malakoff (Seine, aujourd'hui Hauts-de-Seine), et morte le 22 août 2016 à Neuilly-sur-Seine (Hauts-de-Seine), est une actrice française de cinéma. La comédienne devient l'une des muses puis l'épouse de l'écrivain, cinéaste et académicien français Marcel Pagnol.

## Biographie

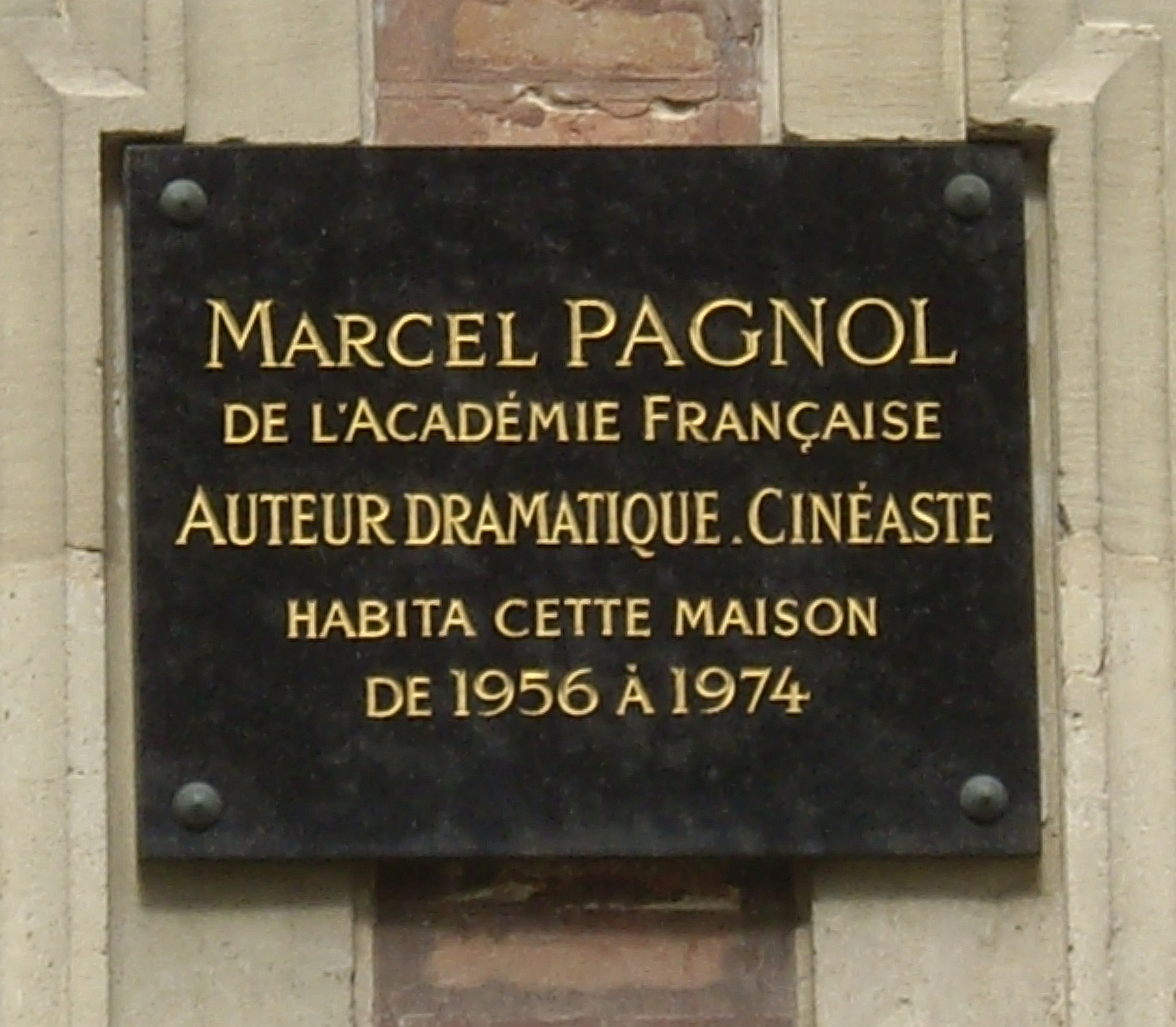
Plaque à la mémoire de Marcel Pagnol sur la maison du 16e arrondissement de Paris, square de l'Avenue-Foch, où Jacqueline Pagnol et lui vécurent à partir de 1956.

Jacqueline Bouvier naît le 6 octobre 1920 à Malakoff,. Sa famille est originaire du Gard. Avant la guerre, elle suit les cours de l'école dramatique de Charles Dullin. Elle rencontre une première fois Marcel Pagnol à Paris, en 1938, alors qu'il cherche de jeunes acteurs pour un projet de film sur sa jeunesse. Pendant la Seconde Guerre mondiale, elle écrit des poèmes et publie, en 1942, « Histoires des petits hommes et des grandes bêtes » dans les Cahiers de l'École de Rochefort, tout en jouant de petits rôles dans différents films.

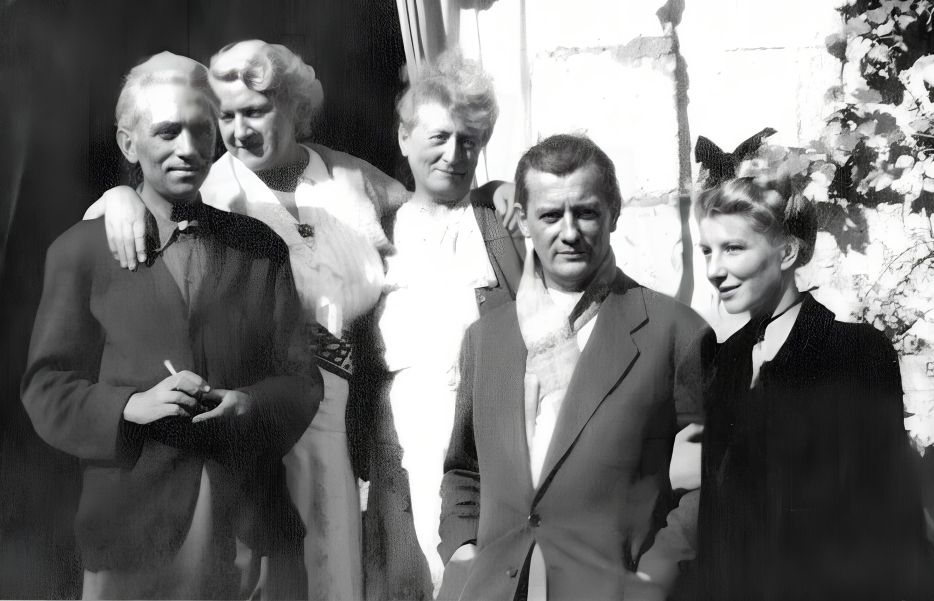
En 1947, aux côtés de son épouse Jacqueline et de deux amies, Marcel Pagnol retrouve Georges Finaud (à gauche) avec lequel il a fondé la revue Fortunio.

Marcel Pagnol la recontacte en 1944 et lui demande rapidement sa main. Il lui offre le rôle-titre de Naïs, adaptation de la nouvelle Naïs Micoulin de Zola, tourné à l'été 1945. Ils se marient à Malakoff, le 6 octobre 1945, jour du 25e anniversaire de Jacqueline. Ils auront deux enfants, Frédéric, en 1946 et Estelle, en 1951, morte d'une encéphalite en 1954.
Pour elle, Pagnol écrit et réalise Manon des sources. Tourné en 1952, le film raconte l'histoire d'une bergère sauvageonne, vivant dans les collines provençales, qui se venge de ceux qu'elle juge responsables de la mort de son père. Pagnol reprendra le scénario pour en faire le diptyque romanesque, L'Eau des collines, publié en 1963.
Jacqueline tourne au total dans six films de Pagnol. Il dira d'elle qu'elle était son « brin de poésie et de tendresse ».
Après le décès de Marcel Pagnol, en 1974, elle s'emploie à faire rayonner son œuvre. Elle crée le Prix Littéraire Marcel Pagnol en 2000 qui « récompense chaque année un livre sur le thème du souvenir d'enfance ». Elle reçoit un César d'honneur, en 1981, pour l'ensemble de son œuvre.
Jacqueline Pagnol, qui vivait dans le 16e arrondissement de Paris, meurt à Neuilly-sur-Seine, le 22 août 2016. Elle est inhumée aux côtés de Marcel Pagnol dans le cimetière de La Treille, à Marseille.

## Filmographie
- 1942 : La Maison des sept jeunes filles d'Albert Valentin : Coco
- 1943 : Les Ailes blanches de Robert Péguy : Cricri
- 1943 : Adieu Léonard de Pierre Prévert : Paulette
- 1944 : Service de nuit de Jean Faurez : Marcelle
- 1945 : Naïs de Marcel Pagnol : Naïs Micoulin
- 1948 : La Belle Meunière de Marcel Pagnol et Max de Rieux : Brigitte
- 1950 : Le Rosier de Madame Husson de Jean Boyer : Élodie, la bergère
- 1951 : Topaze de Marcel Pagnol : Ernestine Muche, la fille du directeur de l'institut Muche
- 1951 : Adhémar ou le Jouet de la fatalité de Fernandel : la marchande de fleurs
- 1952 : Manon des sources de Marcel Pagnol : Manon
- 1953 : Carnaval d'Henri Verneuil : Francine (la femme de Dardamelle, joué par Fernandel)
- 1956 : La Terreur des dames de Jean Boyer : Louisette

## Théâtre
- 1946 : Hamlet de William Shakespeare, mise en scène Jean-Louis Barrault, Théâtre Marigny
- 1954 : Le Rendez-vous de Senlis de Jean Anouilh, mise en scène André Barsacq, Théâtre de l'Atelier

## Publication
- Pagnol inédit, Paris, Carrère, 1987